# アントン・アレンスキー
アントン・ステパノヴィチ・アレンスキー（Анто́н (Анто́ний) Степа́нович Аре́нский, Anton Stepanovich Arensky, 1861年7月12日 ロシア帝国・ノヴゴロド - 1906年2月25日 フィンランド大公国テルヴァヨキ近郊ペルキャルヴィ（現ロシア領ゼレノゴルスク））は、ロシア帝国の作曲家・音楽教育者。

## 略歴
富裕層に生まれ、恵まれた家庭環境の下で、幼児期から音楽に取り組むことができた。1879年から作曲をリムスキー＝コルサコフに師事し、また対位法とフーガをペテルブルク音楽院で学ぶようになる。1882年に著しく優秀な成績で音楽院を卒業すると、翌1883年にはモスクワ音楽院で作曲法の講師に招請され、1889年には教授に昇進する。在任中にラフマニノフやグレチャニノフなど多くの逸材を輩出しており、後に対立関係に陥ったものの、スクリャービンもアレンスキーに師事していた。
1880年代半ばに、（とりわけ結婚生活の不運が祟って）深刻な精神病を患う。1895年に教職をなげうってサンクトペテルブルク宮廷礼拝堂の楽長に就任し、1901年までピアニスト、指揮者としても幅広く活躍した。その後は豊かな年金を与えられ、公職に就かずに過ごし、1906年2月25日に結核のため44歳で死去。晩年は飲酒や放蕩（博奕）が暗い影を落としていた。サンクトペテルブルクのアレクサンドル・ネフスキー大修道院に埋葬されている。
1892年から99年にかけてピアノ曲および「ピアノ三重奏曲第1番」の自作自演を録音しており、CD化もされている（一部は外部リンクで聞ける）。

## 作風
45年に満たないはかない生涯ではあったが、作曲家としてアレンスキーは2曲の交響曲、ヴァイオリン協奏曲、ピアノ協奏曲、ピアノ曲、室内楽曲、合唱曲、オペラに至るまで幅広いジャンルで、約250曲もの作品を残している。
アレンスキーは際立った個人様式を発展させることがなかった。さしあたっては恩師リムスキー＝コルサコフに、その後はチャイコフスキーに影響されているのは間違いない。そのうえショパンやシューマンの影響も受け入れたので、アレンスキーの作品は、民謡風の旋律の盛んな利用にもかかわらず、同世代の同胞（例えばアレクサンドル・グラズノフやワシーリー・カリーンニコフら）に比べても、特段ロシア的に響くというわけではない。部分的にはフランス的な要素も見出される。概してアレンスキーは早くから、息詰まるような緊張や強烈な葛藤を避け、抒情的な要素に重要な役割を明け渡している。
時折りアレンスキーの作品は、とりわけピアノ曲は、サロン音楽に近付いている。アレンスキーはまたしばしば折衷主義という非難に苛まれてもいた。これらすべての点から、リムスキー＝コルサコフは「アレンスキーがすぐに忘れられる」と予言したのだろう。もっとも、アレンスキーの多くの作品は、確かに質の高さを示しているので、徹底的に詳しく調べるに値する。

## 作品一覧

### 歌劇
- ヴォルガ川上の夢（英語版） op.16
- ラファエロ（英語版、ロシア語版） op.37
- ナルとダマヤンティ op.47

### バレエ音楽
- エジプトの夜 op.50‐ゴーティエの「或る夜のクレオパトラ」を基とする

### 交響曲
- 交響曲第1番ロ短調 op.4
- 交響曲第2番イ長調 op.22

### 管弦楽曲
- 幻想曲「マルグリット・ゴーティエ」Op.9
- 間奏曲ト短調 op.13
- チャイコフスキーの主題による変奏曲 op.35a（弦楽四重奏曲第2番第2楽章の弦楽合奏用編曲）
- 行進曲「スヴォロフの思い出に」

### 協奏曲
- ピアノ協奏曲ヘ短調 op.2
- リャビーニンの主題による幻想曲 op.48（ピアノと管弦楽のための作品）
- ヴァイオリン協奏曲イ短調 op.54

### 室内楽曲
- 弦楽四重奏曲第1番ト長調 op.11
- 2つの小品 op.12（チェロとピアノのための作品）
- ピアノ三重奏曲第1番ニ短調 op.32
- 弦楽四重奏曲第2番イ短調 op.35（ヴァイオリン1、ヴィオラ1、チェロ2の編成による）
- ピアノ五重奏曲ニ長調 op.51
- ピアノ三重奏曲第2番ヘ短調 op.73

### ピアノ曲
- 組曲第1番 op.15
- 組曲第2番『シルエット』op.23
- 組曲第3番 op.33
- 組曲第4番 op.62
- 組曲第5番 op.65

以上5曲は全て2台ピアノのための作品。第1～3番は管弦楽への編曲版もある。
- 5つの小品 op.5
- 24の性格的小品 op.36
- 4つの練習曲 op.41
- 12の前奏曲 op.63

### 合唱・声楽曲
- 戴冠式10周年記念のためのカンタータ op.26
- カンタータ『バフチサライの泉』 op.46

### 正教会聖歌
- 天主経（主の祈り）第3番 op.40（無伴奏声楽聖歌：正教会の聖歌は無伴奏が基本）

### 音源
- Karen Kornienko. "Arenskiy. Fantasy on Ryabinin's themes" - YouTube
- Lidiya Ivannikova-Piano Concerto Opus 2 by Anton Arensky - YouTube
- 台北愛樂少年弦樂團, Anton Arensky:Variations on a Theme by Tchaikovsky - YouTube
- 自作自演（"Consolation in D", Op.36-5） - YouTube
- 自作自演（"Le rouisseau dans le forêt", Op.36-15） - YouTube
- 自作自演（"An der Quelle", Op.46-1） - YouTube